# Monumento de na Comerma de sa Garita

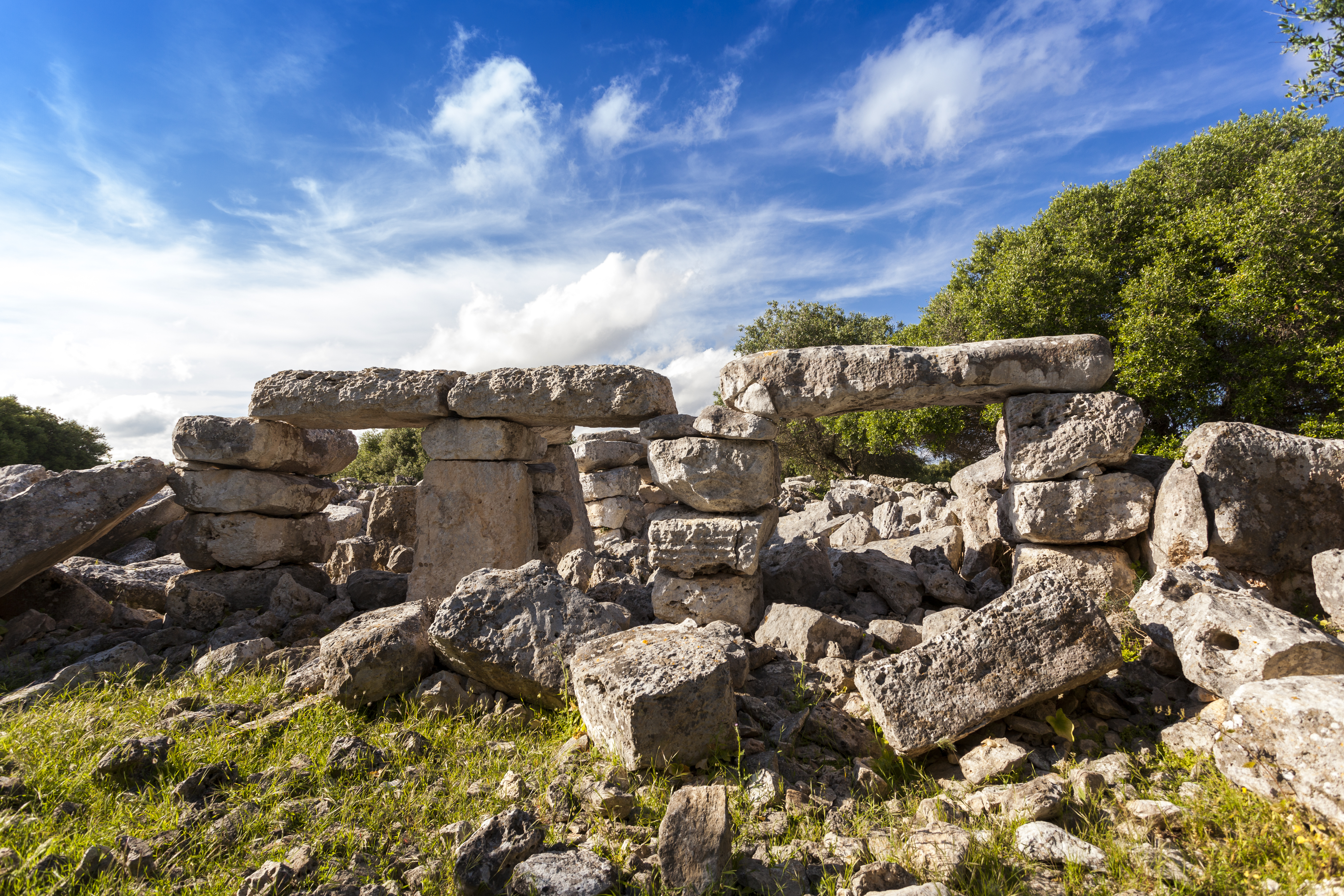
Fachada Comerma de sa Garita

El Monumento de na Comerma de Sa Garita está situado muy cerca del poblado talayótico de Torre d'en Galmés y junto al sepulcro megalítico de Ses Roques Llises.

## Topónimo
El monumento no sólo es curioso desde el punto de vista tipológico, sino también respecto a su topónimo. Está compuesto por diferentes palabras. "Comerma" provendría de dos palabras: "coma" y "herma", el primero haciendo referencia a una porción de tierra y el segundo a un lugar en el que no se cultiva. Si uno observa los alrededores del monumento, podrá ver cómo precisamente es un área muy poco cultivable por el gran roquedal del entorno. Por otra parte la palabra "garita" podría hacer referencia a un espacio para estabular animales, cuyo monumento en alguna época podría haber tenido ese uso.